# Dinko Šakić
Dinko Šakic (en serbe : инко Шакић), né le 8 septembre 1921 à Studenci (royaume des Serbes, Croates et Slovènes) et mort le 20 juillet 2008 à Zagreb (Croatie), est un officiel oustachi croate, qui fut commandant du camp de concentration de Jasenovac d'avril à novembre 1944.
Enfui en Argentine après la fin de la seconde guerre mondiale, il est extradé en 1998 vers la Croatie, où il est jugé et condamné à vingt ans de prison pour crimes contre l'humanité.

## Biographie
Šakić naît en 1921 à Studenci (actuellement en Bosnie-Herzégovine), près de la ville d'Imotski.
En 1938, il quitte la région pour se rendre en Allemagne, où il adhère au mouvement oustachi, dont les dirigeants sont alors en exil.
Revenu en 1941, après la proclamation de l'État indépendant de Croatie, état fantoche allié des nazis, il vient travailler au camp de concentration de Jasenovac, l'un des plus cruels ayant existé, où est mise en œuvre la politique génocidaire de l'État indépendant de Croatie. Plusieurs centaines de milliers de Serbes, de Juifs et de Tziganes ont été torturés et tués dans le camp,.
Oustachi convaincu, Šakić monte en grade jusqu'à devenir commandant du camp, un poste qu'il occupera d'avril à novembre 1944.
Après la guerre, à l'instar d'autres responsables nazis et oustachis, il s'enfuit en Argentine, où il arrive en 1947 .
Il s'installe alors dans la ville côtière de Santa Teresita, au sud de Buenos Aires, où il travaille dans le textile. Au cours de ces années passées en Amérique du sud, il se lie d'amitié avec le dictateur paraguayen Alfredo Stroessner.
Après avoir été longtemps très discret, il multiplie les apparitions publiques à partir des années 1990, ne cherchant plus vraiment à dissimuler son identité.
Il est alors repéré par le centre Simon Wiesenthal.
En 1994, Šakić donne une interview à un magazine croate, dans laquelle il se dit fier de son passé, dit « dormir comme un bébé » et « regrette de ne pas avoir tué plus de Serbes à Jasenovac ».
Dans une autre interview, en avril 1998 à la télévision argentine, il reconnaît ouvertement avoir dirigé le camp de concentration de Jasenovac.
Ces interviews font scandale. Le lendemain de la dernière, le président argentin Carlos Menem ordonne personnellement l' arrestation de Šakić.
Cependant, les déclarations de Šakić suscitent également l'embarras du gouvernement croate. Engagé dans une politique de réhabilitation des Oustachis, et dépendant du soutien de milieux nostalgiques des Oustachis, celui-ci ne tient pas spécialement à poursuivre Šakić.
Mais plusieurs pays ayant fait part de leur intention de demander l'extradition de l'ancien commandant de Jasenovac, dont la Yougoslavie et Israël, la Croatie se résigne à agir, et demande finalement aux autorités argentines qu'il leur soit extradé.
Selon certaines sources, « les autorités croates ont surtout demandé à juger Šakić pour que d'autres ne le fassent pas.»
Extradé vers la Croatie en juin 1998, il est jugé devant le tribunal régional de Zagreb, où il dit n'éprouver aucun remords pour ses actions passées. Le 4 octobre 1999, il est reconnu coupable de crimes contre l'humanité et condamné à 20 ans de prison.
Il meurt en prison en 2008.